# 緒方佑奈
緒方佑奈（日语：／ Ogata Yūna，1997年7月31日—）是日本的女性聲優，廣島縣出身。隸屬於I'm Enterprise。
父親是日本職棒廣島東洋鯉魚的前監督緒方孝市，母親是藝人緒方加奈子。

## 人物
廣島渚中學校·高等學校畢業，2016年就讀慶應義塾大學文學部人文社會科。讀大學時加入演劇研究會。
曾就讀日本播音演技研究所。2018年4月1日加入I'm Enterprise。
2019年開始為聲優團體「DIALOGUE+」的成員。

## 演出作品
※粗體字為主要角色。

### 電視動畫
2018年
- 魔法禁書目錄III（市民）

2020年
- 花牌情緣3（女子）
- 更多！認真地不認真的怪俠佐羅利（諾布林）

2021年
- 闇影詩章（經紀人）
- 刮掉鬍子的我與撿到的女高中生（周圍的人們）
- 持續狩獵史萊姆三百年，不知不覺就練到LV MAX（村人E）

2022年
- CUE!（月居穗乃香[8]）
- 失格紋的最強賢者（女性）
- 愛在征服世界後（死死美的友人A）
- Extreme Hearts（艾瑪·貝莉）
- 寶可夢 旅途（ビック）

2023年
- 小智是女孩啦！（學生）
- 可愛過頭大危機（初）
- 寶可夢地平線（安、狗仔包、燭光靈、幼年黛安娜）

2024年
- 寶可夢地平線（跳跳豬、一家鼠、街上的人、小果然）
- 魔都精兵的奴隸（導航聲音、魔防隊員B、同級生A）
- 休假的壞人先生（女友）
- 我的英雄學院 第7期（女學生）
- 新幹線變形機器人：變革世代（學生）
- 魔法光源股份有限公司（女性B、路人C）
- 蜻蛉高球 第2期（女性選手）

2025年
- 蜻蛉高球 第2期（大川）
- 超超超超超喜歡你的100個女朋友 第2期（裁判）
- 終究，與你相戀。
- 遲早是最強的鍊金術師？（露露）
- 吸吸吸吸吸血鬼（女學生）
- 正義使者 -我的英雄學院之非法英雄-（蜂須賀的友人）

时期未定
- 魔法少女奈葉EXCEEDS Gun Blaze Vengeance（旭日之心）

### 網路動畫
2020年
- 破曉之翼（看護師）

2023年
- 帕底亞的課後時光（小箭雀）
- 帕底亞的課後時光（伯朗德的孩子、克魯特）

### 遊戲
2019年
- Alteil NEO（追逐者「里維拉」[9]）
- CUE!（月居穗乃香[10]）

2020年
- 死亡終局輪迴試煉2（艾比蓋兒·威廉斯）
- 閃亂神樂NEW LINK（那智）
- 守望傳說 (淑女騎士拉碧絲)
- 寶可夢大師（小楓）

2022年
- 怪物彈珠（2022年 - 2023年 維雷蒂、天之狹霧、篤姬）

### 廣播節目
- CUE!&A（2019年，文化放送、超!A&G+、A&G TRIBAL RADIO Edison內）以「Flower」成員身分演出

### 電影
- 鯉魚之花劇場（2018年12月8日上映，監督：時川英之）[11]※第10回沖繩國際電影節「地域發信型電影」上映作品

### 網路電視
- 利根健太朗、緒方佑奈的檢証TV!（2019年－，NICONICO直播（Seaside頻道））[12]
- DIALOGUE+BOX（2019年－，NICONICO直播、YouTube Live、LINE LIVE）

## 音樂CD

### 角色歌
| 發售日   | 商品名稱               | 演唱名義 | 歌曲                                                       | 備註                 |
| 2019年   | 2019年                 | 2019年   | 2019年                                                     | 2019年               |
| -------- | ---------------------- | -------- | ---------------------------------------------------------- | -------------------- |
| 11月27日 | Forever Friends        | AiRBLUE  | 「Forever Friends」                                        | 遊戲《CUE!》片頭曲   |
| 11月27日 | Forever Friends        | AiRBLUE  | 「」                                                       | 遊戲《CUE!》相關歌曲 |
| 11月27日 | Forever Friends        | Flower   | 「Forever Friends」                                        | 遊戲《CUE!》相關歌曲 |
| 2020年   |                        |          |                                                            |                      |
| 1月22日  | Knocking on My Dream!! | Flower   | 「Knocking on My Dream!!」 「One More Step!」 「our song」 | 遊戲《CUE!》相關歌曲 |
| 3月25日  | beautiful tomorrow     | AiRBLUE  | 「beautiful tomorrow」                                     | 遊戲《CUE!》相關歌曲 |
| 3月25日  | beautiful tomorrow     | Flower   | 「beautiful tomorrow」                                     | 遊戲《CUE!》相關歌曲 |

### 组合成员
1. 1 2  六石陽菜（內山悠里菜）、鷹取舞花（稗田寧寧）、鹿野志穗（守屋亨香）、月居穗乃香（緒方佑奈）、天童悠希（鷹村彩花）、赤川千紗（宮原颯希）、惠庭愛理（飯塚麻結）、九條柚葉（村上真夏）、夜峰美晴（安齋由香里）、神室絢（松田彩希）、宮路真幌（山口愛）、日名倉莉子（鶴野有紗）、丸山利惠（立花日菜）、宇津木聰里（小峯愛未）、明神凜音（佐藤舞）、遠見鳴（土屋李央）
2. 1 2 3  六石陽菜（內山悠里菜）、鷹取舞花（稗田寧寧）、鹿野志穗（守屋亨香）、月居穗乃香（緒方佑奈）

## 外部連結
- 事務所官方簡歷 （页面存档备份，存于）（日語）